# Kanon
《Kanon》（カノン）是日本遊戲品牌Key於1999年6月4日所推出的戀愛遊戲，該遊戲也是Key成立的第一款Windows平台視覺小說。Kanon亦被称为Key四季曲中的“冬”。起初是作為成人電腦遊戲發售，之後Key推出刪除色情內容、適合一般玩家遊玩的「全年齡」的電腦遊戲版本，而遊戲也被陸續移植于Dreamcast和PlayStation 2等家用平台上。該視覺小說是一個描述因家庭因素而到北國小鎮寄住在身為表親的少女家中的少年，但幾乎没有关于七年前在北國小鎮的记忆。之後他遇到幾位少女，並慢慢恢復記憶。遊戲提供各式各樣不同的預設故事路線，在玩家角色與遊戲角色互動的過程中來決定進入不同的分支劇情。《Kanon》1999年版本首次銷售隨即成為排行榜第2名。到了今日《Kanon》已經推出許多遊戲平台的版本，而銷售量也已經超過300,000套。
隨著《Kanon》於日本獲得許多正面的評價，《Kanon》的原作故事改編並发布于其他媒體上。本作改編的2部漫畫各連載於《月刊Comic電擊大王》和《Dragon Age Pure》上。讀切作品、漫畫選集、廣播劇、輕小說也陸續发布。由東映動畫負責的13集動畫於2002年播放，OVA於2003年發售；由京都動畫負責的24集動畫於2006年至2007年播放。

## 系統

《Kanon》故事進行時的遊戲畫面，其中女主角月宮亞由正在與玩家角色相澤祐一交談。

《Kanon》是一款浪漫視覺小說，玩家扮演角色相澤祐一。玩家在遊玩《Kanon》時將會花費大多數時間觀看出現在螢幕上的文字敘述、人物對話以及角色心理等，藉由這樣的方式除了讓故事獲得進展外，也可以與遊戲角色對話進行交流。在每次閱讀故事發展以及與其他角色對話後，玩家便有機會能夠在與角色互動時從遊戲提供的數個選項中挑選其中一項，此時遊戲會暫停一會兒以提供玩家依據先前的對話作出決定。

## 故事
《Kanon》故事主題主要圍繞著五位少女，這些女孩的生活與同一位少年有關聯。相澤祐一是一名高中二年級生，曾在來到遊戲故事開始前7年來到故事的舞台“北國小鎮”，當時佑一寄住在阿姨水濑秋子和她女儿名雪的家里。7年後幾乎忘記該處記憶。之後他遇到幾位少女，並慢慢恢復記憶。
名雪於第二天帶他去城市各處。名雪雖然要買晚餐材料，但祐一不願意和她一起，在等待之時與一名少女月宮亞由相遇，相處過後決定再次見面。幾天後，祐一遇見澤渡真琴，雖然失去記憶卻對他懷恨在心。澤渡真琴在街上倒下後，他帶她回家，了解她的處境。水濑秋子暫時允許她與他們同住，但這與祐一想將她交給警察的做法不同。
與祐一的過去有關聯另一個女孩是在高中三年級就讀的川澄舞。於夜晚溜進學校和「魔物」戰鬥，雖然因為非常的沉默寡言又背負著孤獨一人的戰鬥且深夜溜進學校和「魔物」戰鬥所造成的破壞而被週遭的人視為不良少女、問題學生。祐一遇到的第五位女主角美坂栞從小身體孱弱，從高中入學起也是長期缺席沒去上學，但是偶而會穿著便服溜進學校裡。祐一在學校注意到她後，開始與她交談。

## 登場人物
相澤祐一（聲優：私市淳（東映動畫版、廣播劇CD）、杉田智和（京都動畫版、PSP游戏版）、安田美和（幼年期））
身高173cm、體重64kg
虽然在少年时代为了避暑或者在寒假时曾经到故事的舞台“北國小鎮”访问过几次，但是已经有几年没有来这里了。幾乎没有关于七年前在北國小鎮的记忆。随着双亲去了海外就职而来到了七年不见的“北國小鎮”，寄住在阿姨水濑秋子和她女儿名雪的家里。
月宮亞由（聲優：堀江由衣）
身高154cm、體重41kg、血型AB型、生日1月7日、魔羯座、B80/W52/H79
口头禅在北國小鎮和祐一相遇的神秘少女，僕少女。長髮及肩，戴着大红色的髮箍，喜欢用有着翅膀的背包。以前和祐一在鎮上相識，在祐一再次来到這個小鎮时與其重逢。最喜欢鯛鱼烧。常常跟攤販點了鯛鱼烧之後發現沒帶錢包而因故逃走，逃走時常常和祐一撞上。是有朝氣、常笑、常跌倒、愛哭又笨手笨脚的女孩子，因此常被祐一捉弄。很害怕黑夜、幽灵、鬼之类的可怕东西。总是在街上找东西，但是自己也不记得自己到底在找的是什么东西。
水瀨名雪（聲優：國府田麻理子）
身高164cm、體重47kg、血型B型、生日12月23日、魔羯座、B83/W57/H82
祐一的表親水瀨秋子的女兒。由母親一手帶大。雖然個性從容大方悠閒自適，不過也有堅毅剛強的一面。說話常在語尾加上「（表強調語氣之語助詞）」。早上很會賴床，用了數十個鬧鐘還是沒辦法自己起床，甚至有趴在餐桌上睡了一整夜後回房間穿好制服到了門口才醒來的現象。擅長作菜，以前曾經嘗試帶自己作的便當上學，但是早上實在起不來而不得不放棄。最喜歡媽媽作的手工草莓果醬和商店街的百花屋的草莓聖代。雖然很喜歡貓，卻對貓重度過敏。另外還喜歡青蛙，十分愛惜青蛙花樣的睡衣和取名為的布偶。擔任田徑社社長。
澤渡真琴（聲優：飯塚雅弓）
身高159cm、體重46kg、血型不明、生日1月6日、魔羯座、B81/W55/H79
雖然喪失了記憶卻表示要報過去的仇並向祐一襲擊而來的身分不明的第三位女主角。除了自己的名字叫做「澤渡真琴」以外什麼也想不起來。口頭禪是「啊嗚（あうーっ）」。雖然想不出理由為何卻還是憎恨著祐一並不斷地糾纏。反覆趁著祐一睡著時進行偷襲卻常遭受反擊。喜歡的食物是肉包及漫畫。後來撿了一隻貓並由祐一取名為（語源是俄文的，意同俄羅斯餃子）。澤渡真琴真實身分是一隻祐一小時候撿到的狐狸所化成的人類，由於對佑一的思念而化成了人的型態，不過維持型態並不容易，最後失去力量在佑一的懷裡消失。
另京都動畫版中有出現另一個大人版的澤渡真琴，是祐一年幼時憧憬的對象，配音一樣是飯塚雅弓。
美坂（聲優：小西寬子（DC、PS2版）；佐藤朱（動畫版、廣播劇CD、PSP游戏版））
身高157cm、體重43kg、血型AB型、生日2月1日、水瓶座、B79/W53/H80
祐一在商店街外面偶然相遇的學妹，香里的妹妹。從小身體孱弱，從高中入學起也是長期缺席沒去上學。口頭禪是「我討厭說那種話的人（そういうこと言う（する）人、嫌いです）」。喜歡的食物是冰淇淋，就算是身處嚴冬的雪國還是能若無其事的吃香草冰淇淋。但是完全無法吃辣的食物（連原味咖哩飯都沒辦法）。興趣是素描，但是不擅長畫人物畫。另外其反射神經奇差無比，玩打地鼠之類的遊戲時連一次也打不到。
川澄舞（聲優：田村由香里）
身高167cm、體重49kg、血型O型、生日1月29日、水瓶座、B89/W58/H86
祐一的學姊。持劍在深夜的學校一個人與被稱為「魔物」的東西對峙。雖然因為非常的沉默寡言又背負著孤獨一人的戰鬥、深夜溜進學校和「魔物」戰鬥所造成的傷痕以及打破玻璃的責任而被週遭的人視為不良少女、問題學生，但是了解她真正溫柔的一面的倉田佐祐理還是把她當作摯友交往。因此舞有時會因為有人要對佐祐理不利而動怒。 :對牛丼有特別的回憶，是「並不討厭」食物（對她而言「不討厭」和喜歡是同義詞）。因為祐一的建議，曾經以「蜂蜜熊」（蜂蜜熊さん）表示肯定、以「碰碰貍」（ポンポコ狸さん）表示否定。
其實小時候和佑一互相認識，本身有特殊的力量甚至可以使死去的小鳥復活，因為這個力量遭到眾人的厭惡而被驅趕，因而搬到北國的小鎮遇到來避暑的佑一並且成為了好朋友，佑一是唯一不害怕舞力量的人，然而最後佑一與舞一同遊玩的麥田即將要被改建成學校，舞希望佑一跟他一起守護，佑一因為暑假結束要離開北國小鎮了所以告訴舞她下次還會來，舞因此獨自守護著學校數十年。
魔物其實並不存在，舞以為佑一是害怕他而離開，其實是因為佑一暑假結束了必須離開，佑一隔年還有再度造訪想尋找舞但是沒找到，因此舞為了不失去佑一這個朋友，自己編出有魔物這謊言，然後用運力量實體化製造出來的，這就是為何每當舞打倒魔物舞自身會受傷的原因。最後佑一想起所有事情，舞感到欣慰在深夜的學校佑一的面前自盡，但是被舞力量的碎片給救活。
倉田佐祐理（聲優：川上倫子）
身高159cm、體重45kg、血型A型、生日5月5日、金牛座、B84/W55/H82
祐一的學姊，舞的摯友。以「啊哈哈（あははーっ）」為口頭禪的千金小姐。和舞形成強烈對比，臉上時常帶著笑容，為人和善而長於社交。偶而會讓祐一見識到能他感到著急不安的吐槽（ツッコミ）。因為擅長作菜而主動為舞準備便當。雖然個性十分開朗，待人處世卻是十分拘謹，對身為學弟的祐一也以稱呼。另外對於舞以外的人都一概使用敬語，並以自己的名字「佐祐理」自稱，跟其幼年時的痛苦經歷有關。另外她有著玩任何遊戲都能在短時間內變成高手的驚人能力。
水瀨秋子（聲優：皆口裕子）
身高165cm、體重50kg、血型O型、生日9月23日、處女座、B86/W57/H83
祐一的阿姨，名雪的母親。性格穩重寬大、聰慧大膽。一般來說很難請託的事情也是一句「（了解接受）」就接受各種請託。年齡和職業都不明，連身為女兒的名雪都不知道。外貌年輕到讓人無法想像已經有一個讀高中的女兒，從名雪小時候就獨自一人撫養她長大。作菜的技術有如天才，冰箱裡幾乎沒有任何現成的食品（連魚板與拉麵都是自製的），而她的草莓果醬是名雪最喜歡的食物。但是秋子另外有一種不甜的特製果醬，外觀雖然是看似很美味的橘色，但是味道相當複雜，無法得知原料為何，甚至連非常喜歡果醬的名雪都要臨陣脫逃，香里一想到它也會立即陷入沉默。秋子本人似乎視之為自己最滿意的作品。
美坂香里（聲優：川澄綾子）
身高164cm、體重48kg、血型B型、生日3月1日、雙魚座、B83/W55/H81
名雪的摯友、祐一的同學。善於吐槽（ツッコミ）、身兼班長的全學年第一的秀才。也有模仿名雪的一面。是美坂栞的姊姊，由於不想面對自己的妹妹病危的事情，就以「自己是獨生女」這點來逃避。
天野美汐（聲優：坂本真綾）
身高159cm、體重44kg、血型A型、生日12月6日、射手座、B80/W53/H79
祐一的學妹。因為過去悲痛的經驗而封閉自己的心，過著孤獨的學校生活。
北川潤（聲優：關智一）
身高175cm、體重61kg、血型B型、生日：4月18日、白羊座
祐一的同學。擅長營造氣氛和吐槽（ツッコミ）。性格看似受女性歡迎卻不善於戀愛。是主角相澤祐一的同學，坐在他正後方的座位，在京都版動畫開頭時被祐一戲稱為「運貨員」。在Kanon遊戲原作中只有出現「北川」這個姓氏，「潤」這個名字是在Kanon發售後約半年後才首度在雜誌媒體上公開。根據負責原畫的樋上至的說法，是以原本Key的吉祥物角色麻宮姬里、麻宮空的哥哥為設定來設計的。
久瀨（聲優：神谷浩史（廣播劇CD、東映動畫版、PSP游戏版）、野島健兒（京都動畫版））
学生会会长。是讨厌扰乱学校风气的学生的典型学生会长的风格，個性欺軟怕硬，视舞为敌人，數次想將舞開除學籍。阴谋将父親是議員的佐祐理拉入自己學生會的阵营以增加學生會在學校中的地位。

## 發展

### 遊戲製作
Kanon主要的創辦者最初於Nexton旗下的視覺小說製作公司Tactics任職。該品牌的第三款遊戲《ONE ～光輝的季節～》發售後，由於Nexton的負責人員與Tactics的主要遊戲製作人員在人選意見上嚴重分歧，這使得絕大部分Tactics的員工決定離開Nexton轉往其他能夠更為自由製作遊戲的出版公司。這時曾經於Visual Art's工作過的樋上至則向Visual Art's的社長馬場隆博引介了Key最初的團隊成員，在經過洽談後馬場隆博承諾將會給予新遊戲製作公司所需要的自由，之後原本於Tactics任職的製作團隊於1998年7月21日正式移籍到Visual Art's底下並開始製作Kanon。該視覺小說的主要的藝術設計師為樋上至，為該遊戲中負責原畫、人物設計、CG的人。劇本由久彌直樹、麻枝准負責，其中久彌直樹負責月宮亞由、水瀨名雪、美坂栞的故事路線；麻枝准負責澤渡真琴、川澄舞的故事路線。音樂由OdiakeS、折戶伸治、麻枝准負責。

### 遊戲發售
Kanon在1999年6月4日作為十八禁遊戲發售，並且藉由CD-ROM來存取遊戲的相關檔案。2000年1月7日在個人電腦平台發行的全年齡版。2004年11月26日，Key公司發行整合全年齡版中新增的故事橋段及CG畫面的十八禁DVD-ROM版《Kanon Standard Edition》（Kanon標準版）。2005年1月28日Key公司發行了將個人電腦平台的全年齡版DVD化的《Kanon Standard Edition》（Kanon全年齢対象版）。在2009年7月時，Key則推出了「KEY 10th MEMORIAL BOX」的紀念盒裝企劃，內容則是收錄包含《Kanon》在內共6款適合各個年齡層遊玩的Key公司遊戲作品。2010年4月30日，Key則推出全年齡內容的紀念版本。
本作第一款移植版本是於2000年9月14日由日本INTERCHANNEL-HOLON公司（原NEC Interchannel）移植到Dreamcast平台的版本，之後又在2002年2月28日發行了PlayStation 2移植版。2004年12月22日發行PlayStation 2版的廉價版，當時CERO分級為適合12歲以上玩家（現在稱為CERO「B」）。Visual Art's的品牌Asoberu! BD于2011年12月16日发售了本作在蓝光影碟平台上的一个版本。
2007年2月15日由日本PROTOTYPE公司發行PSP移植版。2009年10月9日首次開放《Kanon》的PlayStation Portable版本的遊戲得以藉由PlayStation Store進行下載。Visual Art's Motto在2007年5月與Prototype進行合作，推出可以在FOMA和SoftBank 3G手機上運行遊戲的行動電話版本。2011年11月30日發售了本作在Android平台上的版本。2013年4月4日時，則正式發售全年齡版本的iOS遊戲內容。2024年6月21日在游戏平台Steam发行高清版，支持简体中文和英语。

## 音樂
該視覺小說有兩首主題曲：分別是片頭曲《Last regrets》（最後的遺憾）及片尾曲《風所達到的地方》（風の辿り着く場所），均由麻枝准作詞；彩菜演唱，編曲則由隸屬於I've的高瀨一矢負責。五名女主角均擁有角色歌曲，分別是月宮亞由的《日光照耀的街道》（日溜りの街）；水瀨名雪的《雪之少女》（雪の少女）；澤渡真琴的《The Fox and the Grapes》（狐狸與葡萄）；美坂 栞的《笑容的彼端》（笑顔の向こう側に）；川澄舞的《少女之檻》（少女の檻）。
視覺小說的原聲帶《anemoscope》於1999年6月與遊戲的初回限定版同捆發售。單曲收錄了兩首主題曲和三首背景音樂及一首男聲版片頭曲。收錄以上兩張專輯歌曲的唱片《recollections》於2001年12月29日發售。2002年10月25日則發布了原聲帶《Kanon Original SoundTrack》，收錄了共22首不同風格的歌曲及2首短版本的主題曲。2003年12月28日推出以鋼琴演奏為主的《Re-feel》，在專輯中各收錄了在《AIR》與《Kanon》中各自5首主題曲。
第一張電視動畫原聲帶於2002年5月5日發售。第二張電視動畫原聲帶於2002年7月5日發售。收錄2首第一季動畫主題曲的混音單曲於2002年6月7日由Frontier Works發售。2003年7月25日發售音樂盒專輯。

## 相關作品

### 輕小說
五冊由撰寫的成人輕小說於1999年10月23日至2000年8月1日PARADIGM出版。分別是水瀨名雪《雪之少女》（雪の少女）、美坂栞《笑容的彼端》（笑顔の向こう側に）、川澄舞《少女之檻》（少女の檻）、澤渡真琴《The Fox and the Grapes》（狐狸與葡萄）、月宮亞由《日光照耀的街道》（日溜りの街）。
六集由撰寫的全年齡輕小說於2009年6月27日至2011年3月31日VA文庫出版，前五集分別是水瀨名雪
《雪之少女》（雪の少女）、美坂栞《笑容的彼端》（笑顔の向こう側に）、川澄舞《少女之檻》（少女の檻）、澤渡真琴《The Fox and the Grapes》（狐狸與葡萄）、月宮亞由《日光照耀的街道》（日溜りの街），由1999年發售的Kanon文庫版加筆、修正、全年齡對象化。第六集為新作「（佐祐理編）」，插畫家是ZEN。

### 漫畫
由負責插圖的改編漫画于2000年2月號至2002年7月號在Media Works的杂志《月刊Comic電擊大王》上连载，漫画的标题也为《Kanon》。兩本漫画单行本于2000年9月至2002年7月27日发售。
由霜月絹鯊作畫的漫画于2006年6月30日至2007年10月20日在角川書店下的杂志《Dragon Age Pure》连载，漫画的标题也为《Kanon 真正的思念是對方的微笑》。兩本漫画单行本于2007年4月1日至12月8日由富士見書房发售。
Key公司也授權推出2套與自家個人電腦遊戲相關的系列漫畫，而在這些作品內容中也收錄了與《Kanon》主題的讀切作品。其中角川書店於2002年5月將所繪製的短篇漫畫經過整理，另外推出了名為《Kanon & Air Sky》（Kanon & AIRスカイ）的漫畫選集。其中在《Kanon & Air Sky》之中內容總共收錄了12篇、共計140頁的短篇漫畫，每個章節則是收錄原本Key推出的視覺小說《Kanon》和《AIR》所沒有描述的故事，並且以交互呈現的方式收錄在作品選集中。另外同樣經過Key公司的授權，Enterbrain於2003年8月推出了同樣以《Kanon》和《AIR》故事為題材、由所繪製的。
除了官方授權的《Kanon》漫畫作品外，另外也有數家公司自行邀請許多著名的藝術家一同推出不同系列的漫畫選集。一迅社最早在2000年11月首次發布自家公司所推出《Kanon漫畫選集》（Kanonコミックアンソロジー），在出版第一集之後一迅社亦繼續定期推出了一系列的《Kanon漫畫選集》作品，2002年12月第十四卷出版，額外的第十五卷於2007年2月24日出版。另外，一迅社於2001年4月至6月推出四格漫畫。2002年12月15日時，Softgarage推出了個別的漫畫選集作品《Kanon Anthology Comic》（Kanon アンソロジー·コミック）。到了2004年4月17日，宙出版則是同時收錄有《Kanon》和《AIR》兩部遊戲的漫畫作品，並命名為《春來了─Kanon&AIR傑作選》（春うららーKanon&AIR傑作選）來銷售。
2004年6月17日至8月18日，宙出版推出五本個別的漫畫單行本作品。2006年12月26日至2007年1月31日，宙出版推出2本《Kanon漫畫選集精選》。Raporto於2000年11月至2002年10月23日推出21本標題為《Kanon》的漫畫選集。Enterbrain在2007年1月25日發布自家公司所推出的四格漫畫，由隸屬Enterbrain的《Magi-Cu》上推出。

### 廣播劇CD與廣播電台
於2000年9月29日至2001年4月27日發售5卷將內容重心放在個別女主角的故事上的廣播劇CD。於2001年12月22日至2002年5月25日發售廣播劇選集。Movic製作的廣播電台節目13集於2000年10月6日至12月29日播放，由各負責角色川澄舞和倉田佐祐理配音的田村由香里和川上倫子主持。由負責角色水瀨秋子配音的皆口裕子主持廣播劇《水瀨小姐家》（水瀬さんち）53集於2001年10月6日至2002年10月5日播放，5卷CD在2002年8月30日至2003年4月26日發售。

### 動畫
《Kanon》曾被兩度改編為動畫作品。第一部《Kanon》動畫的製作由東映動畫公司負責，伊藤尚往擔任導演，共13話，並於2002年1月至3月播放，2004年12月22日發行動畫的DVD-BOX。2003年3月發售名為的OVA。動畫第一至十二集和OVA所使用的片頭曲及片尾曲各為《florescence》和《flower》，動畫第十三集插入曲和片尾曲各為《Last regrets》和《風所達到的地方》（風の辿り着く場所）；第二部《Kanon》動畫的製作由京都動畫公司負責，石原立也擔任導演，並於2006年10月5日至2007年3月15日播放。動畫片頭曲和片尾曲各為《Last regrets》和《風所達到的地方》。
台灣由普威爾國際代理發行第二部動畫，Animax於2011年6月至7月播放。
| 播放地區   | 播放電視台   | 播放日期                      | 播放時間（UTC+9）        | 所屬聯播網 | 備註       |
| 東映動畫版 | 東映動畫版   | 東映動畫版                    | 東映動畫版               | 東映動畫版 | 東映動畫版 |
| ---------- | ------------ | ----------------------------- | ------------------------ | ---------- | ---------- |
| 關東廣域圈 | 富士電視台   | 2002年1月30日 - 3月27日       | 週三 26:25 - 26:55       | 富士電視網 |            |
| 近畿廣域圈 | 關西電視台   | 2002年2月12日 - 5月14日       | 週二 26:45 - 27:15       | 富士電視網 |            |
| 京都動畫版 |              |                               |                          |            |            |
| 日本全域   | BS-i         | 2006年10月5日 - 2007年3月15日 | 週四 25:00 - 25:30       | BS數位放送 |            |
| 日本全域   | TBS頻道      | 2008年6月6日 - 12月5日        | 週五 22:30 - 23:00       | CS放送     |            |
| 日本全域   | Kids Station | 2015年1月5日 - 2月5日         | 星期一至五 23:30 - 24:00 | CS放送     | 有重播時段 |
| 臺灣       | Animax       | 2011年6月10日－7月12日        | 星期一至五 22:30-23:00   | 有線電視   | 有重播時段 |

## 迴響

### 評價
根據有限公司Peaks曾發行的業界報《PC NEWS》所公佈的日本全國美少女遊戲銷售量排行榜，《Kanon》電腦成人遊戲版本首次銷售隨即成為排行榜第2名；而在2002年的2次遊戲銷售統計排名中，則是各排名在第45名及第46名的位置。2004年則是在首次推出後排名於第16名，之後在2次比賽各排名第35名以及第47名。《Kanon》Dreamcast平台版本則是在推出第一個禮拜便賣出42,379套遊戲，並成為當週日本遊戲機銷售排名的第四名。
在2007年10月，《電擊G's magazine》舉辦了日本前五十名最佳美少女遊戲排名的票選活動，《Kanon》在入圍的249款遊戲中獲得71票而成為第5名。到了2008年9月時《電擊G's magazine》另外舉辦了「什麼遊戲讓你哭了」的投票票選活動，其中《Kanon》成為前10名的行列而排名第5名，而其他同樣由Key公司所推出的《AIR》則排名第7名、《CLANNAD》排名第2名以及《Little Busters!》排名第10名。
動畫的第一部在趕場過多的情況下並沒有多少好評（相對於原作，不良的角色設計似乎也是一個原因），京都的第二部動畫版雖然在播映後，得到大部分愛好者的正面評價，但亦有人批評京都動畫的改編節奏，前段太慢，使中段出現趕戲情況。

### 影響
《Kanon》除了它的官方游戏外，裡面的人物也多次被重新製作成同人游戏，例如Kanon RPG和Kanoso系列，更带动了21世纪初的同人风潮。其中最出名游戏是《Eternal Fighter ZERO》（简称EFZ）。另外游戏裡音乐也多次被同人音乐家和歌手多次重新製作或翻唱裡面的歌曲，并曾在Comic market里发表跟出售。《Kanon》的角色也常出現在不是直接由原作遊戲改編的同人遊戲中，例如格鬥遊戲《Eternal Fighter ZERO》和《Glove on Fight》等。
《Kanon》以其在日本相對較高的知名度，在其他的國家也引起不少好日社群的興趣，該遊戲已有中文、韩文、英文的非官方翻譯版本出现。
2024年5月，为纪念6月4日《Kanon》发行25周年暨Key成立25周年，官方宣布对《Kanon》进行高清化处理并在游戏平台Steam发行重制版，并提供简体中文，同时发布Switch版简体中文翻译。

### 爭議
當初發行《Kanon》遊戲之時，並沒有任何正式的漢字，爾後在官方設定本上設計Key才宣佈正式的漢字「華音」，之後東映版動畫開始放映時，中國大陸方面使用水瀨名雪角色歌的曲名「雪之少女」做為暫時譯名，此後非官方的譯名不知不覺中被當成正式譯名。
在台灣發行時，普威爾公司因行政院新聞局要求每一個國外進口的影片都必須有中文譯名（其他類似情況還有《Fate/stay night》（命運／停駐之夜）），普威爾在其討論區上徵求中文譯名時，此爭議正式爆發，當時有「雪之少女」、「雪色奇蹟」、「華音」等譯名被推薦，最後在普威爾選擇「華音」作為正式譯名之後此爭議終於落幕。